# Ciclismo en los Juegos Olímpicos de Londres 2012 – Ómnium masculino
La prueba de ciclismo en pista de ómnium, una de las pruebas de ciclismo en los Juegos Olímpicos de 2012 en Londres. Se llevó a cabo los días 4 y 5 de agosto en el Velódromo de Londres
Lasse Norman Hansen de Dinamarca ganó la medalla de oro, el francés Bryan Coquard la plata y Ed Clancy de Reino Unido  se llevó el bronce.

## Formato de la competición
La competición de ómnium consta de seis disciplinas diferentes. Se van otorgando puntos pero en orden inverso, es decir, el primero recibe un punto, el segundo dos, etc. Gana la competición el ciclista que tenga menos puntos después de realizar todos los eventos. En caso de empate en puntos, el tiempo combinado de las tres pruebas por tiempo rompe el empate.
- Velocidad individual: Contrarreloj individual con vuelta lanzada sobre 200 m.
- Carrera por puntos: Carrera de 30 km, con puntuación en sprints intermedios y vueltas ganadas.
- Carrera de eliminación: El último ciclista en un sprint cada 2 vueltas es eliminado hasta solo quedar un corredor.
- Persecución individual: Sobre 4 km dos ciclistas se enfrentan. Se computan los tiempos.
- Scratch: Carrera de 16 km entre todos los competidores
- Kilómetro contrarreloj: Contrarreloj de 1 km, con el mismo formato que la persecución individual

## Horario
Todos los horarios están en Tiempo Británico (UTC+1)
| Fecha                       | Tiempo            | Ronda                                                          |
| --------------------------- | ----------------- | -------------------------------------------------------------- |
| Sábado 4 de agosto de 2012  | 10:25 17:00 18:25 | Velocidad individual Carrera por puntos Carrera de eliminación |
| Domingo 5 de agosto de 2012 | 10:00 17:00 18:10 | Persecución individual Scratch Kilómetro contrarreloj          |

## Clasificación
| Evento            | Ranking por nación | Clasificados | Ciclistas por CON |
| ----------------- | ------------------ | --- | ----------------- |
| Ranking 2010–2012 | 1.º al 18.º        | Argentina (ARG) · Australia (AUS) · Bélgica (BEL) · Canadá (CAN) · Chile (CHI) · Colombia (COL) · Dinamarca (DEN) · Francia (FRA) · Alemania (GER) · Reino Unido (GBR) · Hong Kong (HKG) · Irlanda (IRL) · Italia (ITA) · Nueva Zelanda (NZL) · Corea del Sur (KOR) · España (ESP) · Estados Unidos (USA) · Venezuela (VEN) | 1                 |
| Total             |                    | | 18                |

## Resultados totales
| Pos.              | Corredor                  | VI | CP | CE | PI | SC | KC | Total |
| ----------------- | ------------------------- | -- | -- | -- | -- | -- | -- | ----- |
| Medalla de oro    | Lasse Norman Hansen (DEN) | 4  | 2  | 12 | 1  | 6  | 2  | 27    |
| Medalla de plata  | Bryan Coquard (FRA)       | 5  | 4  | 1  | 12 | 3  | 4  | 29    |
| Medalla de bronce | Ed Clancy (GBR)           | 1  | 11 | 5  | 2  | 10 | 1  | 30    |
| 4                 | Roger Kluge (GER)         | 11 | 1  | 7  | 5  | 4  | 5  | 33    |
| 5                 | Glenn O'Shea (AUS)        | 3  | 8  | 3  | 3  | 14 | 3  | 34    |
| 6                 | Elia Viviani (ITA)        | 6  | 5  | 2  | 7  | 5  | 9  | 34    |
| 7                 | Shane Archbold (NZL)      | 2  | 15 | 6  | 6  | 13 | 6  | 48    |
| 8                 | Zachary Bell (CAN)        | 7  | 13 | 10 | 8  | 1  | 10 | 49    |
| 9                 | Eloy Teruel (ESP)         | 14 | 3  | 17 | 9  | 2  | 14 | 59    |
| 10                | Juan Arango (COL)         | 8  | 17 | 13 | 4  | 11 | 7  | 60    |
| 11                | Cho Ho-Sung (KOR)         | 12 | 10 | 9  | 13 | 8  | 8  | 60    |
| 12                | Bobby Lea (USA)           | 10 | 12 | 8  | 11 | 7  | 13 | 61    |
| 13                | Martyn Irvine (IRL)       | 9  | 6  | 15 | 14 | 9  | 11 | 64    |
| 14                | Walter Pérez (ARG)        | 17 | 7  | 4  | 15 | 12 | 17 | 72    |
| 15                | Gijs van Hoecke (BEL)     | 13 | 9  | 18 | 10 | 15 | 12 | 77    |
| 16                | Choi Ki Ho (HKG)          | 15 | 14 | 11 | 17 | 17 | 15 | 89    |
| 17                | Carlos Linarez (VEN)      | 16 | 16 | 14 | 16 | 18 | 16 | 96    |
| 18                | Luis Mansilla (CHI)       | 18 | 18 | 16 | 18 | 16 | 18 | 104   |

VI: Velocidad individual. CP: Carrera por puntos. CE: Carrera de eliminación.

PI: Persecución individual. SC: Scratch. KC: Kilómetro contrarreloj.

## Resultados por prueba

### Velocidad individual
| Rank | Rider                     | Time   |
| ---- | ------------------------- | ------ |
| 1    | Ed Clancy (GBR)           | 12.556 |
| 2    | Shane Archbold (NZL)      | 13.112 |
| 3    | Glenn O'Shea (AUS)        | 13.222 |
| 4    | Lasse Norman Hansen (DEN) | 13.236 |
| 5    | Bryan Coquard (FRA)       | 13.347 |
| 6    | Elia Viviani (ITA)        | 13.359 |
| 7    | Zachary Bell (CAN)        | 13.406 |
| 8    | Juan Arango (COL)         | 13.469 |
| 9    | Martyn Irvine (IRL)       | 13.504 |
| 10   | Bobby Lea (USA)           | 13.559 |
| 11   | Roger Kluge (GER)         | 13.571 |
| 12   | Cho Ho-Sung (KOR)         | 13.614 |
| 13   | Gijs van Hoecke (BEL)     | 13.633 |
| 14   | Eloy Teruel (ESP)         | 13.655 |
| 15   | Choi Ki Ho (HKG)          | 13.659 |
| 16   | Carlos Linarez (VEN)      | 13.863 |
| 17   | Walter Pérez (ARG)        | 14.036 |
| 18   | Luis Mansilla (CHI)       | 14.270 |

### Puntuación
| Pos. | Corredor                  | Vueltas | Puntos |
| ---- | ------------------------- | ------- | ------ |
| 1    | Roger Kluge (GER)         | 3       | 79     |
| 2    | Lasse Norman Hansen (DEN) | 2       | 59     |
| 3    | Eloy Teruel (ESP)         | 2       | 55     |
| 4    | Bryan Coquard (FRA)       | 2       | 51     |
| 5    | Elia Viviani (ITA)        | 2       | 47     |
| 6    | Martyn Irvine (IRL)       | 2       | 47     |
| 7    | Walter Pérez (ARG)        | 1       | 26     |
| 8    | Glenn O'Shea (AUS)        | 1       | 25     |
| 9    | Gijs van Hoecke (BEL)     | 1       | 23     |
| 10   | Cho Ho-Sung (KOR)         | 1       | 20     |
| 11   | Ed Clancy (GBR)           | 0       | 18     |
| 12   | Bobby Lea (USA)           | 0       | 8      |
| 13   | Zachary Bell (CAN)        | 0       | 4      |
| 14   | Shane Archbold (NZL)      | 0       | 3      |
| 15   | Choi Ki Ho (HKG)          | 0       | 3      |
| 16   | Carlos Linarez (VEN)      | −1      | −18    |
| 17   | Juan Arango (COL)         | −1      | −18    |
| 18   | Luis Mansilla (CHI)       | −2      | −40    |

### Carrera de eliminación
| Pos. | Corredor                  |
| ---- | ------------------------- |
| 1    | Bryan Coquard (FRA)       |
| 2    | Elia Viviani (ITA)        |
| 3    | Glenn O'Shea (AUS)        |
| 4    | Walter Pérez (ARG)        |
| 5    | Ed Clancy (GBR)           |
| 6    | Shane Archbold (NZL)      |
| 7    | Roger Kluge (GER)         |
| 8    | Bobby Lea (USA)           |
| 9    | Cho Ho-Sung (KOR)         |
| 10   | Zachary Bell (CAN)        |
| 11   | Choi Ki Ho (HKG)          |
| 12   | Lasse Norman Hansen (DEN) |
| 13   | Juan Arango (COL)         |
| 14   | Carlos Linarez (VEN)      |
| 15   | Martyn Irvine (IRL)       |
| 16   | Luis Mansilla (CHI)       |
| 17   | Eloy Teruel (ESP)         |
| 18   | Gijs van Hoecke (BEL)     |

### Persecución individual
| Pos. | Corredor                  | Tiempo   |
| ---- | ------------------------- | -------- |
| 1    | Lasse Norman Hansen (DEN) | 4:20.674 |
| 2    | Ed Clancy (GBR)           | 4:20.853 |
| 3    | Glenn O'Shea (AUS)        | 4:24.811 |
| 4    | Juan Arango (COL)         | 4:25.477 |
| 5    | Roger Kluge (GER)         | 4:25.554 |
| 6    | Shane Archbold (NZL)      | 4:26.581 |
| 7    | Elia Viviani (ITA)        | 4:28.499 |
| 8    | Zachary Bell (CAN)        | 4:29.411 |
| 9    | Eloy Teruel (ESP)         | 4:29.874 |
| 10   | Gijs van Hoecke (BEL)     | 4:29.992 |
| 11   | Bobby Lea (USA)           | 4:30.127 |
| 12   | Bryan Coquard (FRA)       | 4:30.780 |
| 13   | Cho Ho-Sung (KOR)         | 4:32.382 |
| 14   | Martyn Irvine (IRL)       | 4:32.948 |
| 15   | Walter Pérez (ARG)        | 4:33.532 |
| 16   | Carlos Linarez (VEN)      | 4:36.477 |
| 17   | Choi Ki Ho (HKG)          | 4:38.707 |
| 18   | Luis Mansilla (CHI)       | 4:53.230 |

### Scratch
| Pos. | Corredor                  | Vueltas perdidas |
| ---- | ------------------------- | ---------------- |
| 1    | Zachary Bell (CAN)        | 0                |
| 2    | Eloy Teruel (ESP)         | 0                |
| 3    | Bryan Coquard (FRA)       | 0                |
| 4    | Roger Kluge (GER)         | 0                |
| 5    | Elia Viviani (ITA)        | 0                |
| 6    | Lasse Norman Hansen (DEN) | 0                |
| 7    | Bobby Lea (USA)           | 0                |
| 8    | Cho Ho-Sung (KOR)         | 0                |
| 9    | Martyn Irvine (IRL)       | 0                |
| 10   | Ed Clancy (GBR)           | −1               |
| 11   | Juan Arango (COL)         | −1               |
| 12   | Walter Pérez (ARG)        | −1               |
| 13   | Shane Archbold (NZL)      | −1               |
| 14   | Glenn O'Shea (AUS)        | −1               |
| 15   | Gijs van Hoecke (BEL)     | −1               |
| 16   | Luis Mansilla (CHI)       | −1               |
| 17   | Choi Ki Ho (HKG)          | −1               |
| 18   | Carlos Linarez (VEN)      | −1               |

### Kilómetro contrarreloj
| Pos. | Corredor                  | Tiempo   |
| ---- | ------------------------- | -------- |
| 1    | Ed Clancy (GBR)           | 1:00.981 |
| 2    | Lasse Norman Hansen (DEN) | 1:02.314 |
| 3    | Glenn O'Shea (AUS)        | 1:02.513 |
| 4    | Bryan Coquard (FRA)       | 1:03.078 |
| 5    | Roger Kluge (GER)         | 1:03.144 |
| 6    | Shane Archbold (NZL)      | 1:03.290 |
| 7    | Juan Arango (COL)         | 1:03.793 |
| 8    | Cho Ho-Sung (KOR)         | 1:04.150 |
| 9    | Elia Viviani (ITA)        | 1:04.239 |
| 10   | Zachary Bell (CAN)        | 1:04.328 |
| 11   | Martyn Irvine (IRL)       | 1:04.558 |
| 12   | Gijs van Hoecke (BEL)     | 1:04.748 |
| 13   | Bobby Lea (USA)           | 1:04.853 |
| 14   | Eloy Teruel (ESP)         | 1:05.463 |
| 15   | Choi Ki Ho (HKG)          | 1:06.071 |
| 16   | Carlos Linarez (VEN)      | 1:06.773 |
| 17   | Walter Pérez (ARG)        | 1:07.523 |
| 18   | Luis Mansilla (CHI)       | 1:08.517 |